# Balthasar Merklin

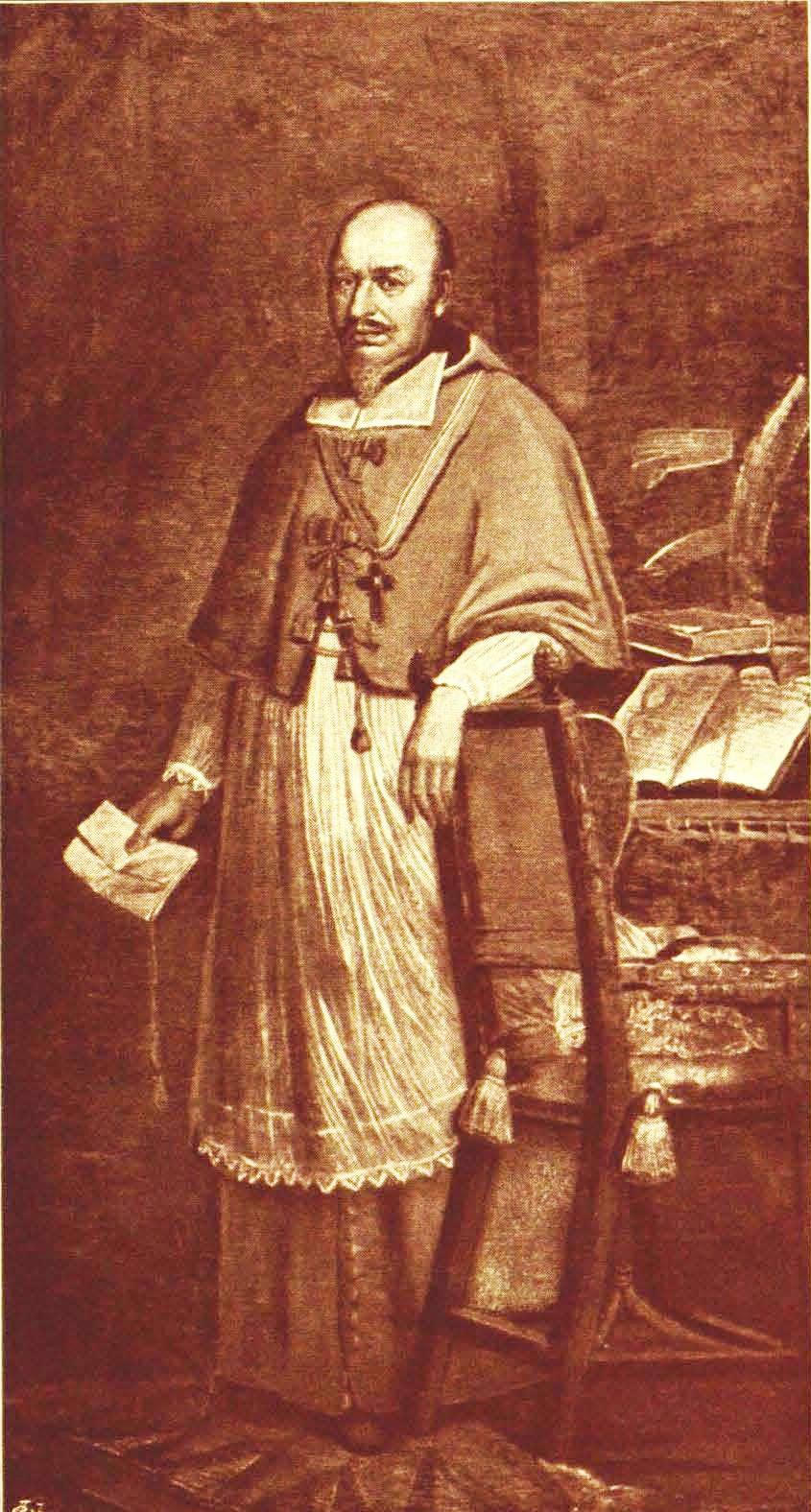
Balthasar Merklin – Reichsvizekanzler, Bischof von Hildesheim und Konstanz

Balthasar Merklin (von Waldkirch) (* um 1479 in Waldkirch; † 28. Mai 1531 in Trier) war kaiserlicher Rat, Reichsvizekanzler sowie Bischof von Hildesheim und Konstanz.

## Leben
Merklin stammte aus einfachen Verhältnissen. Er studierte dennoch in Schlettstadt, Trier, Paris und Bologna und promovierte zum Doktor beider Rechte. Bereits früh nahm er eine Anzahl von Pfründen ein. Darunter war seit 1508 die eines Propstes zu Waldkirch im ehemaligen Kloster St. Margarethen. Seit 1507 gehörte er zur Kanzlei von Maximilian I. Nach dessen Tod wurde er als einziger der bisherigen Hofräte in den Dienst von Karl V. übernommen. Zuständig war er dabei für die deutschen Angelegenheiten. Zwischen 1522 und 1528 führte er diese Geschäfte von Spanien aus. Er kam dabei in Kontakt mit dem Humanisten und Politiker Alfonso de Valdés. Ein gemeinsamer Freund war Erasmus von Rotterdam. Merklin war durchaus kompetent und seinem Amt gewachsen, war aber aufgrund seines Hochmutes und seiner Geldgier unbeliebt.
Im Jahr 1527 machte ihn der Kaiser zum Reichsvizekanzler. Außerdem wurde er zum Bischof in Hildesheim ernannt. Im selben Jahr wurde er Koadjutor des Bistums Konstanz und 1530 in beiden Bistümern zum Bischof geweiht. In beiden Bistümern war er aber wenig wirksam.
Im Jahr 1528 reiste er im Auftrag Karl V. durch die deutschen Länder, um die Reichsstände für die Unterstützung gegen Frankreich, die Königswahl Ferdinands I. und den Kampf gegen den Protestantismus zu gewinnen. Diese Bemühungen blieben relativ erfolglos. Auch in der Folgezeit war er in der Nähe des Kaisers anzutreffen. So war er auf dem Reichstag zu Speyer im Jahr 1529, der Kaiserkrönung in Bologna und dem Reichstag von Augsburg im Jahr 1530 anwesend. Wegen seiner kompromisslosen Haltung gegenüber dem Protestantismus fiel er in Ungnade und verstarb plötzlich auf einer Reise in Trier.
Nach Merklins Tod versah sein Vorgänger Hugo von Hohenlandenberg das Amt des Bischofs von Konstanz kommissarisch, bevor Johann von Lupfen 1532 zum Nachfolger gewählt wurde.